# Prakash Mehra
Prakash Mehra (Bijnor, 13 luglio 1939 – Mumbai, 17 maggio 2009) è stato un regista indiano.
Ha girato svariati film a Bollywood, tra cui Zanjeer, nel 1973, con Amitabh Bachchan, che lo lanciò definitivamente.
La sua ultima pellicola è del 1996. In quell'occasione dirige la giovane Karisma Kapoor.
È morto il 17 maggio 2009, a causa di una polmonite.

## Filmografia
- Haseena Maan Jayegi (1968)
- Aakhri Daku (1970)
- Mela (1971)
- Samadhi (1972)
- Zanjeer (1973)
- Haath Ki Safai (1974)
- Hera Pheri (1976)
- Muqaddar Ka Sikander(1978)
- Laawaris (1981)
- Namak Halaal (1982)
- Sharaabi (1984)
- Jaadugar (1989)
- Zindagi Ek Jua (1992)
- Dalaal (Solo produttore) (1993)
- Bal Brahmachari (1996)